# سميح إردن
سميح إردن (بالتركية: Semih Erden)‏ مواليد 28 يوليو 1986، هو لاعب كرة سلة تركي ويحمل الرقم 9. يبلغ طوله 7 قدم 0 بوصة (2.1 م).

## فرق لعب لها
- فنربخشة لكرة السلة
- بوسطن سيلتكس
- كليفلاند كافالييرز

## الميداليات
| الميدالية | المسابقة                         |
| --------- | -------------------------------- |
| فضية      | بطولة كأس العالم لكرة السلة 2010 |

## روابط خارجية
- سميح إردن على موقع الاتحاد الدولي لكرة السلة (الإنجليزية)
- سميح إردن على موقع الدوري الأوروبي لكرة السلة (الإنجليزية)
- سميح إردن على موقع إن بي أي (الإنجليزية)
- سميح إردن على موقع سبورتس رفرنس (الإنجليزية)
- سميح إردن على موقع كرة السلة الأوروبية.كوم (الإنجليزية)
- سميح إردن على موقع DraftExpress.com (الإنجليزية)
- سميح إردن على موقع إي إس بي إن.كوم (الإنجليزية)
- سميح إردن على موقع ريلجم (الإنجليزية)
- سميح إردن على موقع بروبوليرز (الإنجليزية)
- سميح إردن على موقع سبورتس رفرنس (الإنجليزية)